# Roberto Salvadori
Roberto Salvadori (Magenta, 29 luglio 1950) è un ex calciatore italiano, di ruolo terzino sinistro o mediano.
Con il Torino ha vinto lo scudetto nella stagione 1975-1976.

## Carriera

Salvadori (accosciato, secondo da sinistra) nell'Alessandria 1972-1973

Dopo aver giocato nelle giovanili con il Magenta, squadra della sua città natale, esordisce nel calcio professionistico nella stagione 1969-1970 nel Verbania. Dopo tre anni in riva al Lago Maggiore si trasferisce all'Alessandria, sempre in Serie C, con la quale conquista la Coppa Italia Semiprofessionisti. 
Nell'estate del 1973 viene acquistato, per la cifra di 290 milioni, dal Torino. Nella prima stagione, pur partendo come rincalzo, scende in campo 17 volte (una rete all'attivo nel pareggio in trasferta a Bologna), schierato da Gustavo Giagnoni a centrocampo, posizione che occupa anche nella stagione successiva, quando disputa 24 incontri agli ordini di Edmondo Fabbri.
All'inizio della stagione 1975-1976, il nuovo allenatore dei granata Gigi Radice lo schiera sulla fascia sinistra come terzino disputando 30 presenze su 30 partite conquistando il titolo. Nella stagione successiva ottiene un secondo posto coi granata, che pur conquistando 50 punti sui 60 disponibili giungono secondi dietro ai rivali cittadini della Juventus; in quest'annata, al contrario della precedente, Salvadori trova per due volte la via della rete, in casa contro Lazio (3-3) e Perugia (2-1). Pur lottando ad alti livelli non trova spazio in Nazionale, chiuso prima da Francesco Rocca, poi da Aldo Maldera e Antonio Cabrini. 
Dopo altre due stagioni, nel 1979-1980 perde progressivamente il posto da titolare a vantaggio di Salvatore Vullo, disputando 11 incontri, per lo più nel ruolo di libero o di terzino destro. Resta in granata fino al 1983, senza più riuscire a rientrare in pianta stabile in formazione (solo 48 presenze in quattro annate).
Nell'estate del 1983 torna quindi all'Alessandria, in Serie C, chiudendo coi grigi un'attività agonistica tutta trascorsa in squadre piemontesi, dopo aver disputato 198 presenze con 3 reti in massima serie, tutte col Torino.

## Palmarès
- Coppa Italia Semiprofessionisti: 1

Alessandria: 1972-1973
- Campionato italiano: 1

Torino: 1975-1976

Coppa Italia secondo posto Torino 1980-1981